# Bitwa pod Niekładzem
Bitwa pod Niekładzem (łac. Naclam) – bitwa rozegrana na polach niekładzkich koło Gryfic w 1121 r. (lub w 1119 r.) pomiędzy wojami Bolesława Krzywoustego a pomorskimi.
Według Edwarda Rymara była kulminacyjnym momentem w dziejach podboju Pomorza Zachodniego przez Krzywoustego. Zakończyła się pełnym zwycięstwem polskim nad przeważającymi liczebnie (ale nieposiadającymi w zasadzie ciężkozbrojnych wojów) Pomorzanami dowodzonymi przez książąt: Warcisława I i Świętopełka identyfikowanego czasem ze Świętopełkiem odrzańskim (chyżańsko-pomorskim). Obaj książęta pomorscy zostali wzięci do niewoli. Świętopełk najprawdopodobniej zmuszony został do płacenia trybutu i przyjęcia chrztu, choć istnieje pogląd, że w tej bitwie został zabity. Warcisław I natomiast, był już krypto-chrześcijaninem. Po zdobyciu Szczecina w 1122 r. został lennikiem polskiego księcia.
O przebiegu samej bitwy nic nie wiadomo, brak jest bowiem danych źródłowych. Być może łac. Naclam to zniszczony gród, identyfikowany przez hagiografa Ottona z Bambergu – Herborda, który usytuowany był na szlaku z Wolina do Kołobrzegu. Według przekazu Otton zastał wielki zniszczony gród, którego nazwę przekazał autor żywota świętego. Został on zrównany z ziemią po ostatniej bitwie z polskim księciem. Apostoł Pomorza, jak nazywano biskupa, widział ślady pogorzelisk i stosy szkieletów. Znamienitsi rycerze polegli lub zostali wzięci do niewoli, a na miejscu pozostali nieliczni chłopi, którzy obawiając się kolejnych ataków ze strony Bolesława III Krzywoustego, przyjęli chrzest.

(…) Także warowne i silne miasto Nakiel skruszył i podpalił, całą jego okolicę ogniem i żelazem spustoszył tak, że pokazywali nam mieszkańcy w różnych miejscach ruiny, zgliszcza i stosy trupów jeszcze w trzy lata potem, jakby po świeżej klęsce (…).

Zwycięstwo pod Niekładziem było wstępem do zajęcia Szczecina (co nastąpiło zimą), a przez to uzależnienia całego Pomorza przez polskiego księcia. Krzywousty pustoszył ziemie pomorskie, burzył grody, przymusowo przesiedlał tysiące rodzin w głąb swojego kraju. Podobny los podzielili mieszkańcy grodu w Niekładziu.